# Gajówka Podebzin
Gajówka Podebzin – osada leśna wsi Majków w Polsce, położona w województwie świętokrzyskim, w powiecie skarżyskim, w gminie Skarżysko Kościelne.
W latach 1975–1998 osada administracyjnie należała do województwa kieleckiego.